# Hanns Ludin

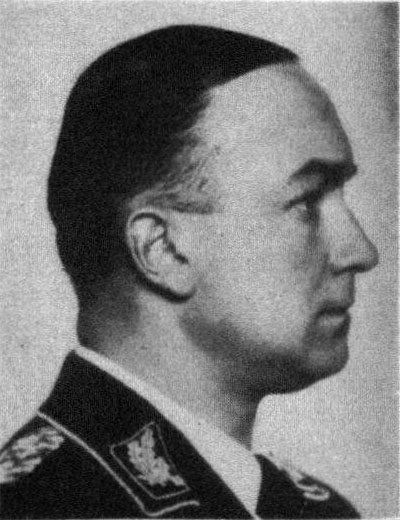
Hanns Elard Ludin, vor 1938

Hanns Elard Ludin (* 10. Juni 1905 in Freiburg im Breisgau; † 9. Dezember 1947 in Bratislava), ein deutscher SA-Obergruppenführer, war in der Zeit des Nationalsozialismus ab 1941 als Repräsentant des Deutschen Reichs im Slowakischen Staat an der Judenverfolgung in der Slowakei beteiligt. Er wurde als Kriegsverbrecher hingerichtet.

## Leben
Ludin war einziger Sohn des Freiburger Gymnasialprofessors Friedrich Ludin und dessen Frau Johanna, einer Malerin. Im Elternhaus kaisertreu, christlich und deutsch-national erzogen, trat er 1924 nach seinem Abitur am Berthold-Gymnasium Freiburg in die Reichswehr ein. Am 1. Dezember 1927 wurde er zum Leutnant befördert. Am 10. März 1930 wurde er zusammen mit Leutnant Richard Scheringer und Oberleutnant Hans Friedrich Wendt, alle aus dem 5. Artillerie-Regiment in Ulm, wegen „des Versuchs einer nationalsozialistischen Zellenbildung innerhalb der Reichswehr“ verhaftet. Im Ulmer Reichswehrprozess wurden alle drei am 7. Oktober 1930 zu je 18 Monaten Festungshaft verurteilt. Ludin wurde in die Festungshaftanstalt in Rastatt eingeliefert. Im Juni 1931 wurde er begnadigt. Danach trat er in die NSDAP ein (Mitgliedsnummer 556.230) und wurde Mitglied der SA, während sich sein Freund Scheringer nach seiner Entlassung aus der Festungshaft zum Kommunismus bekannte, der kommunistischen Partei jedoch erst im Herbst 1945 beitrat.
Im Juli 1931 übernahm Ludin die Führung des SA-Gausturms Baden der SA-Gruppe Südwest; als SA-Führer war er in der „Kampfzeit“ bis zur Machtübernahme 1933 als Schriftleiter, Politischer Leiter und Redner tätig. Von Juli 1932 bis Kriegsende hatte Ludin außerdem ein Mandat als Reichstagsabgeordneter inne. Am 21. März 1933 wurde Ludin zum Führer der gesamten SA-Gruppe Südwest, Stuttgart, ernannt, nachdem er zuvor noch für etwa zwei Wochen kommissarischer Polizeipräsident in Karlsruhe gewesen war. Während des sogenannten Röhm-Putsches 1934, bei dem Adolf Hitler fast die gesamte SA-Führung eliminieren ließ, wurde Ludin verhaftet. Nur wenige höhere SA-Führer überlebten, so auch Ludin, der von Hitler persönlich begnadigt wurde. 1937 wurde er zum SA-Obergruppenführer befördert. Von 1939 bis 1940 diente er in der Wehrmacht und nahm in Frankreich am Zweiten Weltkrieg teil. Von Januar 1941 bis April 1945 wirkte er als Repräsentant Deutschlands mit dem Titel „Gesandter I. Klasse und Bevollmächtigter Minister“ in der nur formell unabhängigen Slowakei. Mit seiner Familie wohnte er in der arisierten Preßburger Villa des slowakischen jüdischen Fabrikanten Stein. Ludins Adjutant und Gesandtschaftsrat in Preßburg war von 1941 bis 1945 Hans Gmelin, den er aus seiner SA-Zeit in Stuttgart 1933 kannte.
Als Spitzenvertreter des Deutschen Reiches war Ludin an der Deportation slowakischer Juden im Rahmen des Holocausts beteiligt. Er war damit für den Tod von über 60.000 Slowaken mitverantwortlich. Am 26. Juni 1942 berichtete Ludin nach Berlin, dass die „Evakuierung der Juden aus der Slowakei“ momentan „auf einem toten Punkt“ angelangt sei, doch er empfehle weiterhin „eine 100prozentige Lösung der Judenfrage“. Am 1. Mai versicherte Ludin der slowakischen Regierung in einer Verbalnote an das slowakische Innenministerium, das Deutsche Reich werde die bis dahin in den deutsch besetzten Teil Osteuropas deportierten Juden nicht mehr in die Slowakei zurückschicken. Laut dem Historiker Daniel Siemens waren sich dabei alle im Klaren darüber, was das bedeutete.
Vor der anrückenden Roten Armee floh Ludin im April 1945 zusammen mit der slowakischen Regierung aus Preßburg in Richtung Westen. Bei Kriegsende ließ er sich von den US-amerikanischen Truppen im österreichischen Stift Kremsmünster festnehmen und kam ins amerikanische Internierungslager in Natternberg. Hier lernte ihn der ehemalige Freikorps-Kämpfer Ernst von Salomon kennen, der später die Begegnungen mit Ludin in seinem Buch Der Fragebogen beschrieb. Ludin habe, so von Salomon, auch die Möglichkeit zur Flucht abgelehnt, als sich diese geboten habe. Von Salomon gegenüber habe Ludin gesagt, es sei „eine sehr schwere Aufgabe gewesen, aber er habe immer eine Hinneigung zu den slawischen Völkern verspürt“ und er „sei stolz, daß es ihm, wie er glaube, gelungen sei, gerade den Slowaken sehr viel von allen Dingen zu ersparen, die zwangsläufig im Gefolge der Besetzung und des Krieges zu Verstimmungen hatten führen müssen“. Ludin wolle, so zitiert ihn von Salomon, „alles tun, um zu beweisen, daß unsere Politik in der Slowakei keine verbrecherische Politik war, […] weil ich glaubte, bis zuletzt, daß das, was ich tat, wirklich getan werden mußte, nicht um der Größe des Führers willen, sondern um des deutschen Volkes willen“. Wie die Literaturwissenschaftlerin Weertje Willms schreibt, werde Ludin in der Darstellung von Salomons „zu einem Heiligen stilisiert, […] dessen Hinrichtung in hohem Maße als ungerechtfertigt erscheint“. Die Aussage, Ludin sei geblieben, „um Schlimmeres zu verhindern“, bezeichnet sie als „verlogen“.
1946 wurde Ludin von den USA als Kriegsverbrecher an die Tschechoslowakei ausgeliefert und, nachdem der tschechoslowakische Staatspräsident Edvard Beneš das Gnadengesuch abgelehnt hatte, vom Volksgerichtshof in Bratislava 1947 zum Tod verurteilt. Der fünfte von 27 Anklagepunkten bezog sich auf seine Mitwirkung an den Judendeportationen. Am 9. Dezember 1947 wurde er im Alter von 42 Jahren in Bratislava durch den Strang hingerichtet. Seine letzten Worte bezogen sich auf seine Familie und Deutschland („Es lebe Deutschland“).

## Familie
Hanns Ludin war mit Erla von Jordan (1905–1997) verheiratet, gemeinsam hatten sie vier Töchter und zwei Söhne: Erika (1933–1998), Bärbel (* 1935), Ellen (* 1938), Tilman (1939–1999), Malte (* 1942) und Andrea (* 1943). Erla Ludin war mit den sechs Kindern 1945 von Bratislava auf den Gutshof Schlösslehof im oberschwäbischen Ostrach gekommen, der seit 1942 Eigentum der Ludins war und wo die Familie bis Ende 1952 lebte, bevor sie unter Vermittlung von Hans Gmelin nach Tübingen übersiedelte. Sohn Malte Ludin ist Regisseur in Berlin. 2005 brachte er einen Dokumentarfilm über seine Familie heraus; der „2 oder 3 Dinge, die ich von ihm weiß“ betitelte Film enthält Interviews mit seiner Mutter und drei Schwestern über die Taten Hanns Ludins in der Zeit des Nationalsozialismus. Seine Schwester Erika heiratete den Juristen Heinrich Senfft. Sie starb 1998. Deren gemeinsame Tochter, die Autorin und Journalistin Alexandra Senfft, setzte sich ebenfalls kritisch mit der Familiengeschichte um Hanns Ludin auseinander und veröffentlichte hierzu ein Buch. Als Enkelin Ludins schreibt Senfft am Beispiel ihrer Mutter über das Leben so genannter Täterkinder und schildert unterschiedliche innerfamiliäre Verarbeitungsweisen.

## Filme
- Karl Gass: Der Leutnant von Ulm, DEFA-Studio für Dokumentarfilme 1978
- Christian Geissler: Die Frau eines Führers, NDR 1979
- Malte Ludin: 2 oder 3 Dinge, die ich von ihm weiß, Dokumentation, 85 Min., Produktion: SvarcFilm 2004 (siehe auch Lit.)